# Vengeance Descending
Vengeance Descending es un relanzamiento doble recopilatorio de los primeros 2 discos de la banda griega Nightrage. Fue lanzado el 19 de noviembre de 2010 por Century Media Records. El disco que corresponde a la reedición de Sweet Vengeance cuenta con la canción "Gloomy Daydreams" como bonus, la cual pertenece a su primer o segundo demo y que fue incluida previamente en la primera edición del disco para Japón. El disco que corresponde a Descent into Chaos incluye la canción "Black Skies" la cual fue el bonus adicional para la primera edición japonesa. Este disco además contiene una canción inédita, "Gallant Deeds" cantada completamente por Mikael Stanne.
El álbum incluye notas detalladas por Tomas Lindberg, Marios Iliopoulos, Fredrik Nordström (productor en la mayoría de los discos de la banda), Gus G. y el actual vocalista de Nightrage Antony Hämäläinen.

## Lista de canciones
CD1: "Sweet Vengeance"

01. The Tremor

02. The Glow of the Setting Sun

 
03. Hero

 
04. Elusive Emotion

 
05. Gloomy Daydreams

 
06. Macabre Apparition

 
07. In My Heart

 
08. Ethereal

 
09. Circle Of Pain

 
10. At The Ends Of The Earth

 
11. The Howls Of The Wolves (instrumental)

 
12. Gloomy Daydreams (Extended Demo Version)

CD2: "Descent Into Chaos"

01. Being Nothing

 
02. Phantasma

03. Poems

 
04. Descent into Chaos

 
05. Frozen

 
06. Drug

 
07. Silent Solitude

 
08. Omen

 
09. Release

 
10. Solus (instrumental)

 
11. Jubilant Cry

 
12. Reality Vs. Truth

 
13. Black Skies

 
14. Gallant Deeds

## Integrantes
- Tomas Lindberg − Voz
- Marios Iliopoulos − Guitarra
- Gus G. − Guitarra
- Brice Leclercq − Bajo en on Sweet Vengeance
- Henric Karlsson - Bajo en Descent Into Chaos
- Fotis Benardo - Batería en Descent Into Chaos

### Invitados
- Per Möller Jensen − Batería en Sweet Vengeance
- Fredrik Nordström − Teclados en ambos discos
- Tom S. Englund − Voz limpia en Sweet Vengeance
- Mikael Stanne - Voz limpia en "Frozen" y todas las voces en "Gallant Deeds"
- Gustavo Sazes - Arte y Diseño